# Rhyacophila pendayica
Rhyacophila pendayica är en nattsländeart som beskrevs av Malicky 1975. Rhyacophila pendayica ingår i släktet Rhyacophila och familjen rovnattsländor. Inga underarter finns listade i Catalogue of Life.